# La Trinité-Surzur
 La Trinité-Surzur  (en bretón An Drinded-Surzhur) es una población y comuna francesa, situada en la región de Bretaña, departamento de Morbihan, en el distrito de Vannes y cantón de Vannes-Est.

## Demografía
| 261 | 289 | 336 | 383 | 583 | 571 |
| Para los censos de 1962 a 1999 la población legal corresponde a la población sin duplicidades (Fuente: INSEE [Consultar]) |     |     |     |     |     |